# Forum Region Stuttgart
Das Forum Region Stuttgart war eine überparteiliche Bürgerinitiative, die 1994 vom damaligen IHK-Präsidenten Hans Peter Stihl und Günther H. Oettinger als gemeinnütziger Verein gegründet wurde.
Die Mitglieder setzten sich aus Persönlichkeiten aus den verschiedensten gesellschaftlichen Bereichen zusammen. 
Das Forum Region Stuttgart verstand sich als:
- Unabhängige Dialogplattform für wirtschaftlich und gesellschaftlich relevante Fragen der Region
- Ziel der Arbeit des „Forums Region Stuttgart“ war es, zu wesentlichen Themen der Region einen Austausch- und Verständigungsprozess aller Beteiligten zu initiieren und mit anderen regionalen Einrichtungen zu kooperieren.
- Insbesondere in kontrovers diskutierten Fragestellungen kam es darauf an, Dialoge zu initiieren, in denen auch die Interessen hinter den Positionen herausgearbeitet, verstanden und gegenseitig anerkannt werden.
- Hinter diesem Anspruch stand die Überzeugung, dass – insbesondere, wenn es viele unterschiedliche Interessenlagen gibt – stabile Lösungen gut geführte Verständigungsprozesse voraussetzen.
- Das Forum griff ausgewählte Themen auf, die der jeweils aktuellen und zukünftigen Weiterentwicklung der Region dienten.
- Das Forum war einer der Forderer und Förderer u. a. bei der Planung und Realisierung der Neuen Messe und dem Bahnprojekt Stuttgart 21.

Finanziert wurde das Forum ausschließlich durch Spenden und freiwillige Beiträge. 
Im Oktober 2015 beschloss die Mitgliederversammlung mit großer Mehrheit, die Vereinsarbeit zu beenden. 
Im November 2016 wurden die Restmittel an das „Deutsch-Amerikanische Zentrum, James-F.-Byrnes-Institut“ zur Unterstützung der Aktivitäten beim Internationalen Schüleraustausch und die „Aktion Weihnachtsmann“ zur Förderung von Integrationsmaßnahmen jugendlicher Flüchtlinge ausbezahlt. Die Liquidation des Forums endete mit der Auszahlung der Mittel. Der Verein war damit endgültig erloschen.

## Hans-Peter-Stihl-Preis
Eine der bedeutendsten Maßnahmen des Forums war die Verleihung des „Hans-Peter-Stihl-Preises“, der bis 2011 unter dem Namen „Regionaut“ verliehen wurde.  

### Preisträger
- 1999: Wieland Backes, Moderator beim Südwestrundfunk
- 2000: Wolle Kriwanek, Sonderpädagoge und Musiker
- 2001: Hans Peter Stihl, Unternehmer, Ehrenpräsident des DIHT und der IHK Region Stuttgart
- 2002: Helga Breuninger, Leiterin Breuninger Stiftung
- 2003: VfB Stuttgart, Bundesligamannschaft
- 2004: Werner Schretzmeier, Intendant Theaterhaus Stuttgart
- 2005: Jürgen E. Schrempp, Vorstandsvorsitzender DaimlerChrysler AG; Wendelin Wiedeking, Vorstandsvorsitzender Porsche AG
- 2006: Hellmuth Rilling, Künstlerischer Leiter der Internationalen Bachakademie Stuttgart
- 2007: Vesperkirche Stuttgart
- 2008: Manfred Rommel, Oberbürgermeister von Stuttgart a. D.
- 2009: Harald Schmidt, Kabarettist und Schauspieler
- 2010: Ernst Messerschmid, Physiker und Raumfahrer
- 2011: Nicola Leibinger-Kammüller, Vorsitzende der Geschäftsführung und Arbeitsdirektorin der Trumpf GmbH & Co. KG
- 2012: Eric Gauthier, Tänzer und Choreograph
- 2013: Hans-Jörg Bullinger, ehemaliger Präsident der Fraunhofer-Gesellschaft
- 2014: 1. TC Ludwigsburg, Tanzsportclub